# Капурсо, Марта
Марта Капурсо (итал. Marta Capurso; род. 18 августа 1980, Турин, область Пьемонт) — итальянская конькобежка, специализирующаяся в шорт-треке. Участница Олимпийских игр 2002 года, бронзовая призёр Олимпийских игр 2006 года, 4-кратная призёр чемпионатов мира, 4-кратная чемпионка Европы. В 2006 году она была награждена орденом "За заслуги" Итальянской Республики за заслуги перед спортом.

## Биография
Марта Капурсо начинала в своем родном городе Турине, в конькобежном клубе Velocisti Ghiaccio Helios. С 1991 года участвовала в соревнованиях среди младшей группы и в 1994 году выиграла бронзу на юниорском чемпионате Италии в спринте. Она была принята в юниорскую национальную сборную по шорт-треку в возрасте 14 лет и её дебют на международных чемпионатах состоялся на чемпионате мира среди юниоров в Курмайоре в 1996 году, где её лучшим результатом стало пятое место в финале на дистанции 1500 метров и 8-е в общем зачёте.
В 1997 году в Маркетте была пятой в многоборье, едва не выиграв медаль, заняла четвертое место на дистанции 500 м и была выбрана в национальную старшую команду. В 1998 году на юниорском чемпионате мира в Сент-Луисе выиграла первую бронзу в беге на 1000 м. На следующий год на чемпионате мира среди юниоров в Монреале завоевала золотую медаль на дистанции 500 м и стала третьей в многоборье.
В январе 1999 года Марта выиграла золотую медаль в составе эстафетной команды на чемпионате Европы в Оберсдорфе и в марте завоевала серебряную медаль в той же эстафете на чемпионате мира в Софии. Через год на очередном чемпионате Европы в Гааге она была четвертой в многоборье, второй на дистанции 1000 м и третьей на дистанции 1500 м.
В сезоне 2001/02 Капурсо впервые приняла участие во всех гонках Кубка мира. Ее лучшими результатами были два финала, а  на дистанции 500 м она заняла 7-е место в общем зачете. На чемпионате Европы в Гренобле, в январе она заняла 3-е место на дистанции 500 м и дошла еще до двух финалов в индивидуальных гонках. В многоборье она была 5-й, в эстафете снова удалось завоевать золотую медаль. Она прошла квалификацию на Олимпийские игры в Солт-Лейк-Сити.
В феврале 2002 года она участвовала на зимних Олимпийских играх в Солт-Лейк-Сити и  на дистанции 500 м вышла в четвертьфинал, где заняла 11-е место, а в эстафете финишировала пятой. В сезоне 2002/03 гг. Капурсо приняла участие в четырех этапах кубка мира, где дошла до шести полуфиналов и финала на 500 м один раз, в эстафете она поднялась на пьедестал почета. Во всех рейтингах Кубка мира она вошла в число двенадцати лучших.
На чемпионате Европы в Санкт-Петербурге Капурсо стала пятой в многоборье, она заняла второе место на дистанции 1000 м и в эстафете смогла защитить титул, завоеванный в прошлом году. На чемпионате мира в Варшаве она заняла четвертое место в эстафете, на командном чемпионате мира в Софии Капурсо выиграла бронзу со своими товарищами по команде.
Сезон Кубка мира 2003/04 был самым успешным для Капурсо. В эстафете она четыре раза поднималась на пьедестал почета, в индивидуальных гонках один раз была третьей на дистанциях 500 м и 1000 м и один раз второй на дистанции 1500 м. В январе на чемпионате Европы в Зутермере она впервые смогла завоевать бронзовую медаль в многоборье, она также заняла третье место на 1500 м, и завоевала серебро в эстафете.
Капурсо провела свой самый успешный чемпионат мира в Гётеборге. Она стала пятой в многоборье, завоевала серебро на дистанции 500 м, стала третьей в суперфинале, а также финишировала третьей в эстафете. На командном чемпионате мира в Санкт-Петербурге вновь выиграла бронзовую медаль. Сезон 2004/05 года для неё продолжился успешно на Кубке мира осенью.
В январе на чемпионате Европы в Турине она завоевала две серебряные медали на дистанциях 500 и 1500 м и заняла третье место в многоборье. В 2006 году на европейском чемпионате в Крыница-Здруй, в Польше заняла 3-е место в беге на 1000 м, 2-е на 1500 м и выиграла в составе эстафетной команды.
На Зимней Олимпиаде в Турине сборная Италии в составе Марты Капурсо, Кати Дзини, Мары Дзини и Арианны Фонтаны выиграла бронзовые медали, а также заняла 5-е место в беге на 500 м и 9-е на 1500 м. В марте на чемпионате мира в Миннеаполисе в том же составе выиграли бронзу в эстафете, а следом на командном чемпионате мира в Монреале заняла 4-е место.
В 2007 году Капурсо начала с чемпионата Европы в Шеффилде, где с командой заняла второе место в эстафете и в общем зачёте заняла 11-е место. В феврале на Кубке мира в Херенвене на дистанции 1000 м заняла 2-е место, а днём позже первое место. В марте на командном первенстве в Будапеште заняла 8-е место. В январе 2008 года на чемпионате Европы в Латвии заняла 10-е место в многоборье, а в марте на чемпионате мира среди команд в Харбине заняла 5-е место. В конце сезона она завершила карьеру.
После завершения карьеры работала в сфере финансов.